# Federico Peña
Federico Fabian Peña (Laredo, 15 marzo 1947) è un politico statunitense, Segretario dell'Energia e in precedenza Segretario dei Trasporti durante la presidenza di Bill Clinton.

## Biografia
Nato nel Texas in una famiglia di origini messicane, Peña si laureò in legge e si trasferì nel Colorado per esercitare la professione di avvocato. Entrato in politica con il Partito Democratico, venne eletto all'interno della legislatura statale del Colorado, dove divenne anche leader di minoranza.
Nel 1983 venne eletto sindaco della città di Denver e fu riconfermato per un secondo mandato nel 1987. Quando Bill Clinton divenne Presidente, Peña fu nominato Segretario dei Trasporti, carica che mantenne fino al 1997. In quell'anno infatti, in seguito ad un rimpasto di governo, gli venne assegnata la carica di Segretario dell'Energia. Nel 1998 Peña lasciò definitivamente il governo e tornò a Denver per lavorare nel settore privato.
Dopo la fine del suo primo matrimonio, dal quale erano nati tre figli, Peña si è sposato in seconde nozze con una giornalista.